# Euphorbia jablonskiana
Euphorbia jablonskiana är en törelväxtart som beskrevs av Adolf Polatschek. Euphorbia jablonskiana ingår i släktet törlar, och familjen törelväxter.
Artens utbredningsområde är Österrike. Inga underarter finns listade i Catalogue of Life.